# Savignac-de-l'Isle
Savignac-de-l'Isle är en kommun i departementet Gironde i regionen Nouvelle-Aquitaine i sydvästra Frankrike. Kommunen ligger i kantonen Guîtres som tillhör arrondissementet Libourne. År 2022 hade Savignac-de-l'Isle 603 invånare.

## Befolkningsutveckling
Antalet invånare i kommunen Savignac-de-l'Isle
Referens:INSEE